# Trithyris janualis
Trithyris janualis là một loài bướm đêm trong họ Crambidae.